# بيتر فليمنيغ
بيتر فليمنيغ هو فنان تنصيبي كندي، ولد في 1973 في بيرلينجتون في كندا.